# Wolfgang Portmann
Wolfgang Portmann (* 1955 in Zürich) ist ein Schweizer Rechtswissenschaftler.

## Leben
Wolfgang Portmann erwarb 1980 das Lizenziat an der Universität Zürich, 1982 das Rechtsanwaltspatent und 1985 das Doktorat in Zürich. Nach der Habilitation 1995 war er seit 2000 ordentlicher Professor für Privat- und Arbeitsrecht an der Rechtswissenschaftlichen Fakultät der Universität Zürich.

## Schriften (Auswahl)
- Die Arbeitnehmererfindung. Bern 1986, ISBN 3-7272-0628-4.
- Wesen und System der subjektiven Privatrechte. Zürich 1996, ISBN 3-7255-3547-7.
- mit Anton Heini: Grundriss des Vereinsrechts. Aufgrund des 2005 erschienenen Werks Das Schweizerische Vereinsrecht. Basel 2009, ISBN 978-3-7190-2610-3.
- mit Anton K. Schnyder und Markus Müller-Chen: Ausservertragliches Haftpflichtrecht. Basel 2013, ISBN 978-3-7255-6726-3.